# 85 Dywizja Landwehry (Cesarstwo Niemieckie)

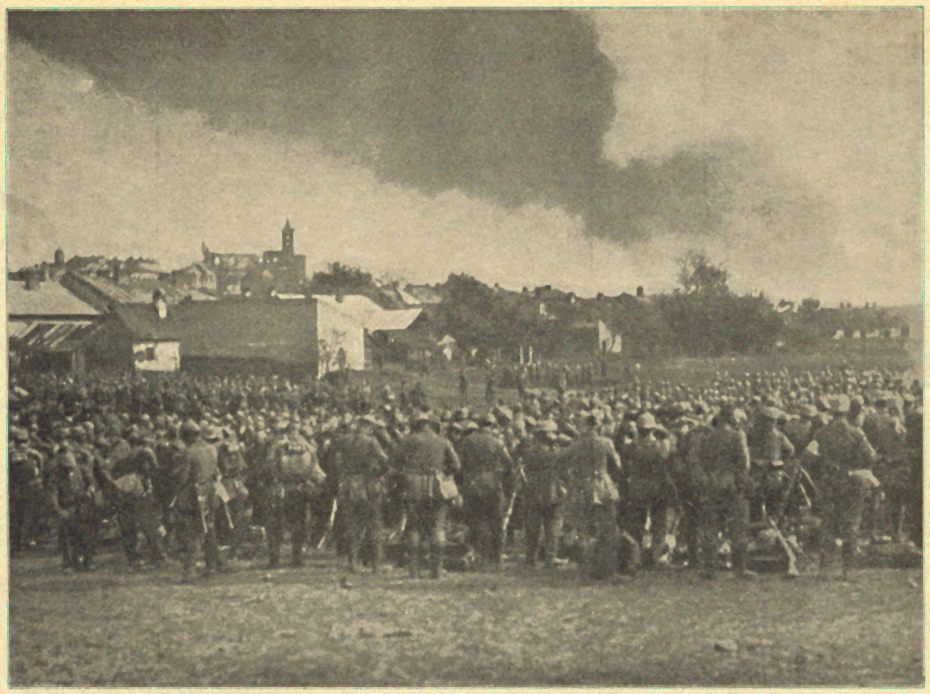
Żołnierze niemieccy na tle Gorlic przygotowują się do pościgu za Rosjanami

85 Dywizja Landwehry (niem. 85. Landwehr-Division) – niemiecki związek taktyczny okresu Cesarstwa Niemieckiego, zmobilizowany w 1914.
Żołnierze 85 Dywizji Landwehry wzięli udział w bitwie pod Gorlicami w maju 1915.

## Skład w lipcu 1915
- 169. Landwehr-Infanterie-Brigade
  - Landwehr-Infanterie-Regiment Nr. 61
  - Landwehr-Infanterie-Regiment Nr. 99
- 170. Landwehr-Infanterie-Brigade
  - Landwehr-Infanterie-Regiment Nr. 17
  - Landwehr-Infanterie-Regiment Nr. 21
- 1. mobil Ersatz-Eskadron/XVII. Armeekorps
- 2. mobil Ersatz-Eskadron/XVII. Armeekorps
- mobil Ersatz-Eskadron/Grenadier-zu-Pferd-Regiment Freiherr von Derfflinger (Neumärkisches) Nr. 3
- Feldartillerie-Regiment Nr. 85
- II.Bataillon/2. Pommersches Fußartillerie-Regiment Nr. 15
- 1. Reserve-Kompanie/Pionier-Bataillon Nr. 26
- 2.Kompanie/Pionier-Bataillon Nr. 26

## Skład pod koniec I wojny światowej
- 169. Landwehr-Infanterie-Brigade
  - Landwehr-Infanterie-Regiment Nr. 17
  - Landwehr-Infanterie-Regiment Nr. 21
  - Landwehr-Infanterie-Regiment Nr. 99
  - Radfahrer-Kompanie Nr. 85
- 5. Eskadron/Kürassier-Regiment (Brandenburgisches) Nr. 6
- Artillerie-Kommandeur 85
  - Feldartillerie-Regiment Nr. 275
- Stab Pionier-Bataillon Nr. 485
  - Minenwerfer-Kompanie Nr. 385
- Divisions-Nachrichten-Kommandeur 585